# Gene Sheldon

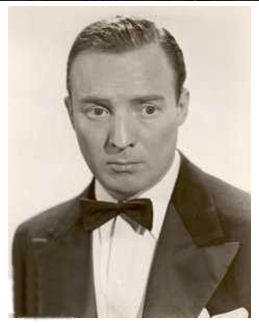
Gene Sheldon

Gene Sheldon, geboren als Eugene Hume (Columbus (Ohio), 1 februari 1908 - Los Angeles, 1 mei 1982) was een Amerikaanse banjospeler en acteur. Hij is vooral bekend geworden als de stomme bediende Bernardo in de Zorro-televisieserie en -speelfilms met Guy Williams als Zorro.
Sheldon, de zoon van een goochelaar, begon zijn loopbaan als assistent van zijn vader. Als acteur maakte hij zijn debuut in 1934, in de film Susie's Affairs, waarin hij de rol van de banjospeler Slug vertolkte. Ook in de film Roberta met Fred Astaire en Ginger Rogers speelde hij een banjospeler. In de Broadway-revue Priorities of 1942 had hij een komische banjo-act, waarin hij niet sprak. Verder had hij rollen in films als Where Do We Go from Here (1945), The Dolly Sisters, 3 Ring Circus (1954) en Toby Tyler (1960). In de periode 1957-1959 speelde hij de stomme bediende van Zorro in de gelijknamige televisieserie, evenals in vier  Zorro-avonturen uit 1960-1961.
In 1973 kwam er van Sheldon een jazzplaat uit, 'Darktown Strutters' Ball', waarop hij banjo speelt.
Sheldon overleed aan de gevolgen van een hartaanval.